# Marion Catherine Cave
Marion Catherine Cave (Londra, 1º dicembre 1896 – Londra, 13 ottobre 1949) è stata un'antifascista britannica moglie di Carlo Rosselli, madre della poetessa Amelia Rosselli e dello scrittore e musicologo John Rosselli; amica e collaboratrice dello storico Gaetano Salvemini.

## Biografia
Marion Catherine Cave nasce da famiglia modesta in un sobborgo di Londra; i suoi genitori, Ernest Aldrey e Mary Russell, sono due insegnanti di idee progressiste e di religione quacchera. Dopo aver completato l'istruzione primaria alla St. Paul’s girls School si iscrive alla facoltà di lingue romanze dell’Università di Londra appassionandosi alla lingua italiana e alle vicende del socialismo italiano che segue direttamente tramite la lettura del quotidiano Avanti!.
Dopo la laurea decide di trasferirsi a Firenze col proposito di iscriversi all'università di quella città volendo presentare una sua tesi sull’abate Antonio Conti, un filosofo e letterato padovano del XVIII secolo. Per vivere si cerca un lavoro e ottiene un posto di insegnante di lingua inglese al British Institute of Florence. Qui, nel 1921, ha come allievo di eccezione lo storico Gaetano Salvemini.
Nella primavera del 1923 Salvemini la introduce al Circolo di Cultura, una associazione antifascista fondata in quegli anni da alcuni giovani, tra cui Carlo e Nello Rosselli, Piero Calamandrei, Ernesto Rossi, Alfredo e Nello Niccoli. Marion entusiasta inizia a collaborare attivamente col circolo e ne diviene la segretaria, la dattilografa e l’archivista.
 Qui Marion incontra Carlo Rosselli col quale non tarda a entrare in empatia: i due giovani, lui ventiquattro anni lei ventisette, si frequentano assiduamente e si innamorano. Ma il 31 dicembre 1924 il circolo è assaltato e devastato dai fascisti. Il prefetto ne ordina la chiusura immediata " ... per motivi di ordine pubblico... ".
Marion non si scoraggia e si aggrega all’organizzazione antifascista Italia libera, fa da intermediaria tra Salvemini e i suoi seguaci a Firenze e diviene sostenitrice del Non Mollare il giornale clandestino fondato da Carlo Rosselli nel gennaio 1925. Nel corso di questo anno Carlo e Marion manifestano l'intenzione di sposarsi, ma la madre di Carlo, Amelia Pincherle, si oppone ritenendo troppo prematuro il matrimonio.
La sera del 4 luglio 1925 la casa di Carlo e Nello Rosselli viene devastata.Carlo e Marion allora lasciano la città e senza ulteriore indugio si sposano con rito civile nel Municipio di Genova il 25 luglio 1926 mentre a parenti e amici vengono partecipazioni datate Firenze. Si stabiliscono a Milano, dapprima in un piccolo alloggio di via Ancona e successivamente in un appartamento più confortevole in via Borghetto. Sembra una sistemazione ideale, ma Amelia Pincherle, in visita alla coppia, non la trova affatto sicura.
Nel dicembre 1926 Carlo viene arrestato e processato per aver organizzato la fuga da Savona alla Francia di Filippo Turati e Sandro Pertini. Durante il processo, che si svolge a Savona,  Marion benché incinta e sorvegliata strettamente dalla polizia fascista, non fa mancare a Carlo la sua vicinanza e si trasferisce a Savona per stargli accanto. 
Il procedimento penale si conclude con la condanna a cinque anni di confino sull’isola di Lipari dove Carlo è condotto a fine dicembre.. A gennaio anche Marion si trasferisce sull'isola e intanto porta faticosamente avanti la sua gravidanza; l’8 giugno 1927 partorisce John, che Carlo chiama teneramente Mirtillino.
Il 27 luglio 1929 Carlo, insieme a Emilio Lussu e Fausto Nitti, riesce avventurosamente a fuggire da Lipari in Francia. Marion e Nello Rosselli, accusati di complicità in questa fuga, sono arrestati; Marion è rinchiusa nel carcere di Aosta. Tuttavia, in considerazione delle sue precarie condizioni fisiche e della tenera età del figlioletto che è con lei, le è consentito alloggiare in albergo.
Successivamente, grazie alle manifestazioni di protesta organizzate in Francia dai fuorusciti e particolarmente di fronte alle vibrate proteste della stampa inglese, Marion viene liberata e può raggiungere il marito a Parigi. Qui, nel 1930, Marion partorisce Amelia (familiarmente chiamata Melina) e qui nel 1931 nasce Andrea (detto Aghi).
Nel giugno 1937 Carlo e Nello Rosselli vengono barbaramente assassinati a coltellate da alcuni sicari a Bagnoles-de-l'Orne, una stazione termale della Normandia dove Carlo si era recato per cure. Marion scampa all’agguato unicamente perché appena partita in treno per Parigi.
Solo nel 1940, dopo lo sfondamento del fronte francese da parte dei tedeschi, si lascia convincere dalla suocera a partire con i bambini per New York, dove mantiene il contatto con gli esuli e tiene vivo il ricordo del marito nonostante la precarietà della sua salute, minata da una malattia cardiaca contratta molti anni prima e da una persistente inquietudine esistenziale.
Fa ritorno a Firenze nel 1946 ma ciò non giova granché alla sua salute. Non riesce infatti ad ambientarsi nell’Italia dell’immediato dopoguerra, che ritiene troppo simile a quella del passato. Ritorna quindi a Londra dove muore il 13 ottobre 1949 all’ospedale di West Isleworth.